# Tetanolita greta
Tetanolita greta är en fjärilsart som beskrevs av Smith 1909. Tetanolita greta ingår i släktet Tetanolita och familjen nattflyn. Inga underarter finns listade i Catalogue of Life.